# Offensiva Vyborg-Petrozavodsk
L'offensiva Vyborg-Petrozavodsk è il nome dato ad un massiccio attacco sovietico diretto contro le posizioni finlandesi tra il 10 giugno ed il 9 agosto 1944, nell'ambito della guerra di continuazione e della seconda guerra mondiale. L'offensiva si compone in realtà di tre distinte operazioni: l'offensiva di Vyborg (10 - 20 giugno) e l'offensiva Virojoki-Lappeenranta (21 giugno - 15 luglio) furono lanciate dal Fronte di Leningrado del maresciallo Leonid Aleksandrovič Govorov lungo l'istmo di Carelia, mentre l'offensiva Svir–Petrozavodsk (21 giugno - 9 agosto) vide il Fronte della Carelia del maresciallo Kirill Mereckov investire le posizioni finlandesi sul fiume Svir e nella Carelia orientale.
Sul piano militare l'operazione fu un successo per i sovietici, anche se incompleto: le principali linee di difesa finlandesi furono rotte ed i territori da questi occupati all'inizio della guerra riconquistati, ma la resistenza dei reparti finlandesi (rinforzati da unità tedesche) impedì ai sovietici di avanzare a fondo nella Finlandia meridionale. Molto più ampi furono gli effetti diplomatici dell'operazione: il crollo delle posizioni finlandesi convinse il governo di Helsinki dell'inutilità di continuare la lotta contro l'URSS e di riprendere le trattative per uscire dal conflitto, poi sfociate nell'armistizio di Mosca del 19 settembre 1944.

## Guerra nel Nord
L'evoluzione nettamente sfavorevole alla Germania delle operazioni belliche sul fronte orientale nell'inverno 1943-1944 provocò anche un indebolimento della situazione strategica della Finlandia, alleata del Terzo Reich nella guerra contro l'Unione Sovietica. La disfatta del Gruppo d'armate Nord, la fine dell'assedio di Leningrado e il ripiegamento dei tedeschi dietro la cosiddetta posizione Panther sul fiume Narva, privava i finlandesi della possibilità concreta di aiuto da parte dei reparti della Wehrmacht nell'eventualità di una grande offensiva sovietica.